# Leopold von Gayl
Leopold Georg Karl Freiherr von Gayl (* 14. November 1791 in Eichstedt; † 29. November 1876 in Potsdam) war ein preußischer General der Infanterie.

## Leben

### Herkunft
Er war der Sohn von Kasimir Wilhelm Ernst Freiherr von Gayl (1746–1821) und dessen zweiten Ehefrau Sophie Anna Charlotte, geborene von Jagow (1757–1813). Sein Vater war Kapitän a. D., Herr auf Eichstedt sowie Kammerdirektor. Leopold hatte zahlreiche weitere Geschwister, darunter Friedrich (1776–1853), später Generalmajor, sowie Ludwig (1785–1853), der zum Generalleutnant aufstieg und oldenburgischer Kammerherr wurde.

### Militärkarriere
Nach seiner Erziehung im Kadettenkorps wurde Gayl am 18. Juni 1809 im Regiment „Garde“ der Preußischen Armee angestellt und als Sekondeleutnant dem Füsilierbataillon zugeteilt. Während der Befreiungskriege gegen Napoleon wurde er in der Schlacht bei Großgörschen am 2. Mai 1813 durch eine Kugel am rechten Arm sowie einen Schuss in das rechte Kniegelenk schwer verwundet und nahm nach seiner Gesundung an den Kämpfen um Paris teil. Mitte April 1815 zum Premierleutnant befördert, folgte nach dem endgültigen Friedensschluss als Kapitän am 30. März 1817 seine Ernennung zum Kompaniechef. Gayl wurde am 30. März 1829 Major und fungierte vom 20. September 1835 bis 24. März 1841 als Kommandeur des Lehr-Bataillons. Zwischenzeitlich am 30. März 1840 zum Oberstleutnant befördert, beauftragte man Gayl mit der Führung des 1. Garde-Regiments zu Fuß und ernannte ihn schließlich am 29. August 1841 zum Kommandeur. In dieser Stellung folgte am 7. April 1842 die Beförderung zum Oberst. Am 26. März 1847 von seinem Kommando entbunden, war Gayl bis 23. Juli 1847 Kommandeur der 5. Landwehr-Brigade und anschließend der 2. Garde-Landwehr-Brigade. Als Generalmajor übertrug man ihm am 15. September 1848 das Kommando der aus den Herzogtümern Schleswig und Holstein zurückkehrenden Truppen. Anschließend kehrte er am 22. Februar 1849 in seine alte Stellung als Kommandeur der 2. Garde-Landwehr-Brigade zurück und wurde am 12. Juni 1849 zum Inspekteur der Besatzungstruppen von Mainz und Luxemburg ernannt. Zugleich war Gayl ab 4. April 1850 auch Kommandant von Luxemburg. Vom 19. Februar 1852 bis 2. Juni 1858 kommandierte er dann die 16. Division in Trier. Nach zwischenzeitlicher Beförderung zum Generalleutnant wurde Gayl anschließend zum Gouverneur von Magdeburg ernannt.
In dieser Stellung erhielt er am 31. Mai 1859 den Charakter als General der Infanterie und wurde am 18. Oktober 1861 mit dem Großkreuz des Roten Adlerordens ausgezeichnet. Altersbedingt versetzte man Gayl am 2. Juli 1862 mit Pension und unter Verleihung des Großkomtur des Königlichen Hausordens von Hohenzollern in den Ruhestand. Er war außerdem Rechtsritter des Johanniterordens.

### Familie
Gayl hatte sich am 29. März 1826 in Potsdam mit Marie Gräfin von Waldersee (1803–1862) verheiratet. Aus der Ehe gingen ein Sohn und drei Töchter hervor.